# Marco Luzzago
Fra’ Marco Luzzago (* 23. Juni 1950 in Brescia; † 7. Juni 2022 in Macerata) war ein Professritter des Malteserordens und ab dem 8. November 2020 Großmeister-Statthalter des Malteserordens.

## Leben
Marco Luzzago stammt aus der Adelsfamilie der Luzzago aus Brescia lombardischer Herkunft, deren Gründer wahrscheinlich ein gewisser Verzerio (10. Jahrhundert) aus der Familie der Grafen von Altafoglia aus der Stadt Konstanz am Bodensee war.
Er studierte nach seinem Abitur bei den Franziskanerbrüdern Medizin an den Universitäten von Padua und Parma, bevor er zur Leitung des Familienunternehmens berufen wurde. Er war dort verantwortlich für die Konsumgüter- und Vertriebsaktivitäten.
1975 trat er in das Großpriorat der Lombardei und Venetien des Souveränen Malteserorden ein. 2003 legte er seine ewigen Gelübde ab und wurde Professritter. Er engagierte sich bei den internationalen Wallfahrten des Malteserordens nach Lourdes und nahm an den nationalen Pilgerfahrten von Assisi und Loreto teil. Ab 2010 widmete er sich vollzeit dem Malteserorden und zog in die Marken, eine Region in Mittelitalien, um sich um eine der Ordenskomtureien zu kümmern. Ab 2011 war er Justizkommandeur im Großen Priorat von Rom, wo er Leitungsämter innehatte. Ab 2017 war er Ratsmitglied des Malteserordens in Italien.
Am 8. November 2020 wählte ihn der Große Staatsrat des Ordens nach Artikel 23 § 5 der Ordensverfassung zum Statthalter des Malteserordens und damit zum amtierenden Großmeister für ein Jahr. Er nahm dazu seinen Wohnsitz im Hauptquartier des Malteserordens, dem Magistralpalast in Rom. Dem Großmeister des Malteserordens wird seitens der katholischen Kirche der protokollarische Rang eines Kardinals zuerkannt, er leitet die Regierungsgeschäfte. Papst Franziskus verlängerte sein Mandat als Statthalter am 25. Oktober 2021 in einem Brief an den päpstlichen Sonderbeauftragten Silvano Kardinal Tomasi CS bis zum bevorstehenden Generalkapitel des Malteserordens und der darauf folgenden Wahl eines neuen Großmeisters.
Marco Luzzago war ein Verwandter von Papst Paul VI. Er war zudem verwandt mit Alessandro Luzzago († 1602), einem der Gesellschaft Jesu nahestehenden Theologen, der Ende des 16. Jahrhunderts eine einflussreiche Schrift zur geistlichen Begleitung im Malteserorden verfasst hat.
Er starb am 7. Juni 2022 im Alter von 71 Jahren nach plötzlicher Erkrankung in Macerata, Italien.